# Recopa Sudamericana 2016
La Recopa Sudamericana 2016 è stata la ventiquattresima edizione della Recopa Sudamericana. Si tratta di una finale con partite di andata e ritorno tra i vincitori della Coppa Libertadores dell'anno precedente e i vincitori della Coppa Sudamericana dell'anno precedente, ovvero il River Plate e il Santa Fe.
La partita d'andata si è giocata il 18 agosto al Nemesio Camacho, casa dell'Independiente Santa Fe, mentre la gara di ritorno si è giocata il 25 agosto al Monumental, casa del River Plate. A conquistare il titolo è stato il River grazie al 2-1 della gara di ritorno dopo lo 0-0 maturato in quella d'andata.

## Tabellini

### Andata
| Bogotà 18 agosto 2016, ore 19:45 UTC-5 | Santa Fe       | 0 – 0 referto | River Plate | Estadio Nemesio Camacho (18 868 spett.)\| Arbitro: \| Wilton Sampaio \| |
| Arbitro:                               | Wilton Sampaio |               |             |                                                                         |

| Santa Fe | River Plate |

### Ritorno
| Arbitro: | Víctor Carrillo |

|                       |           |               |
| Driussi 3’ Alario 50’ | Marcatori | 64’ Salaberry |

| River Plate | Santa Fe |